# ミート・ザ・フィーブル 怒りのヒポポタマス
『ミート・ザ・フィーブル 怒りのヒポポタマス』（いかりのヒポポタマス、Meet the Feebles）は、1989年のニュージーランドのブラックコメディ映画。ピーター・ジャクソン監督。風刺が盛り込まれ、ジム・ヘンソン風のパペットが登場する作品。日本ではDVD発売の際に『ミート・ザ・フィーブルズ/怒りのヒポポタマス』と改題された。
ジム・ヘンソンのマペットと同じく、フィーブルズは動物のパペットで構成される一座である。しかし、マペットが純真な愚かさや無害さなど陽の部分を描いているのに対して、フィーブルズは堕落や人間不信的な性質など負の部分を描いている。

## ストーリー
動物一座のフィーブルズの看板女優であるハイジは、一座のオーナーで彼女をスカウトしたブレッチに、彼の右腕のトレバーから罵られたことを告げ口しにいく。しかしブレッチにとってハイジは道具でしかなく、愛人のサマンサとセックスに耽っていた。そのころ、オーディションに受かり一座に入団することになったロバートは、ステージマネージャーを探しているときに、パパラッチのフライと出会う。彼から情報提供を呼びかけられて名刺をもらった後、ロバートは探していたステージマネージャーのアーサーに会い、彼の案内で団員たちを紹介される。そこでロバートは、コーラス担当のルシールを見つけ一目惚れする。そして彼女たちのステージを観ていると、トレバーに見つかり追い払われる。直後トレバーのところに、ヤク中のナイフ投げ師ウィンヤードがやってきてヤクを売ってくれるよう頼まれる。トレバーがヤクが届くのは夕方だと伝えると、ウィンヤードは全財産を彼に渡して今すぐ欲しいと訴えるが、トレバーは今までの借りとして金を奪い取る。
ルシールに惚れた童貞のロバートは、彼女に告白しようとするが怖気付いて失敗し、アーサーと計画を練り直すことにする。そのころブレッチは、リムジンでゴルフ場に向かい、ゴルフをプレーする合間にセドリックに前金を払いヤクの取引契約を結んでいた。ダイエットのため街をジョギングしていたハイジは、サマンサから嫌味を言われて罵り合いの喧嘩になる。アーサーと考えた末に、ロバートはルシールに歌で告白し成功する。偏頭痛持ちの小動物使いのシドニーが楽屋に戻ると、彼が芸をしつけていた小動物たちが勝手に入ってめちゃくちゃにしていた。彼は小動物を外に放り出すが、それらはアーサーのミスで転がった樽に潰されぐちゃぐちゃになる。シドニーはアーサーを楽屋に招き、謝るアーサーに対して気にしていないことを伝える。そして自分が、元妻のサンディから子供の認知訴訟を起こされていることをアーサーに話す。そのとき、楽屋にサンディが子供を連れて現れるが、シドニーが自分のではないと主張する子供は、彼にそっくりだった。罵られ傷ついていたハイジは、やけ食いしながらブレッチにスカウトされた当時のことを思い出して泣いていた。フィーブルズの花形スターであるハリーは、3Pセックスを楽しんでいる最中に、部屋を覗いていた変態のデニスを見つけ、彼に頭突きし追い払う。散策していたロバートは、暴漢と勘違いしてトレバーのAV撮影を中断させ、さらに痔持ちの女優デイジーが、男優のゴキブリを下敷きにして窒息死させてしまう。トレバーは代役として、汚れたパンティの匂いを嗅いでいたデニスを出演させる。
リハーサルでウィンヤードは、禁断症状が出たままナイフ投げを行い、助手に命中させ死亡させてしまう。そのためステージ演出家のセバスチャンは、演出に文句ばかりいってくるロバートを新助手にさせる。そのころトイレでハリーは、身体の異変を訴えていた。そこで食事をしていたフライは、ハリーの症状が公表できないような病気だと予想し、スクープ記事にしようとする。ウィンヤードの楽屋を訪ねたロバートは、禁断症状に苦しむ彼から、ベトナムでの過酷な戦争体験の話を聞かされる。

## キャスト
| 役名               | 声優                                              | 日本語吹替             |
| ------------------ | ------------------------------------------------- | ---------------------- |
| ハイジ(河馬)       | マーク・ハドロウ(声) ダニー・マルヘロン(着ぐるみ) | 清水美子(ピンクの電話) |
| サマンサ(猫)       | ドナ・アカーステン                                | 竹内都子(ピンクの電話) |
| ブレッチ(海象)     | ピーター・ヴィア＝ジョーンズ                      | 島香裕                 |
| トレバー(熊鼠)     | ブライアン・サージェント                          | 江原正士               |
| アーサー(芋虫)     | ピーター・ヴィア＝ジョーンズ                      | 辻村真人               |
| セバスチャン(狐)   | スチュアート・デヴァニー                          | 山野史人               |
| ロバート(針鼠)     | マーク・ハドロウ                                  | 吉村よう               |
| フライ(蝿)         | ブライアン・サージェント                          | 牛山茂                 |
| シドニー(象)       | マーク・ライト                                    | 幹本雄之               |
| ルシール(プードル) | ドナ・アカーステン                                | 土井美加               |
| デニス(蟻食い)     | 家中宏                                            |                        |
| ハリー(兎)         | 伊藤和晃                                          |                        |
| ウィンヤード(蛙)   | ブライアン・サージェント                          | 田中正彦               |
| サンディ(鶏)       | スチュアート・デヴァニー                          | 村田美代子             |
| デイジー(雌牛)     | スチュアート・デヴァニー                          | 佐藤しのぶ             |
| ゴキブリ           | マーク・ライト                                    | 宮本充                 |

- 日本語吹替：VHS版（DVD未収録）

## スタッフ
- 監督：ピーター・ジャクソン
- 脚本：フラン・ウォルシュ、スティーヴン・シンクレア（英語版）、ダニー・マルヘロン（英語版）、ピーター・ジャクソン
- 製作：ジム・ブース、ピーター・ジャクソン
- 撮影監督：マレイ・ミルネ
- プロダクションデザイナー：マイケル・ケイン
- 編集：ジェイミー・セルカーク
- 衣裳デザイン：グレニス・フォスター
- 音楽：ピーター・ダゼント（英語版）
- 日本語字幕：林完治
- 吹替翻訳：安西敏
- 吹替演出：松川陸
- 吹替効果：PAG
- 吹替進行：佐藤英和